# 常陸岩英太郎
常陸岩 英太郎（ひたちいわ えいたろう、1900年3月9日 - 1957年7月21日）は、東京府東京市日本橋区（現：東京都中央区日本橋）出身で出羽海部屋に所属した大相撲力士。本名は櫻井 英太郎（さくらい えいたろう）。最高位は東大関。

## 経歴
1900年3月9日に、東京府東京市日本橋区（現：東京都中央区日本橋）にあった有名天ぷら店「なかや」の二男として生まれる。小学校を卒業後に酒問屋へ奉公に出たが、そこへ出入りしていた好角家の医師に出羽海部屋を紹介されて入門、1917年1月場所で初土俵を踏んだ。あんこ型の短躯だが均整の取れた体格で、鋭い出足と巨腹を生かしての吊り、寄りを得意とした。スロー出世だが着実に力を付け、1922年5月場所で新十両昇進を果たした。この直後に出羽ノ海が死去したことで、出羽ノ海にとっては最後の関取となった。
1923年5月場所で新入幕を果たすと能代潟錦作と競い合い、大関昇進争いでは敗れたものの後を追うように1927年5月場所において大関昇進を果たした。同年10月場所では能代潟にこの場所唯一となる黒星を付けたことで、この場所が能代潟と合星（10勝1敗）だった常ノ花寛市の幕内最高優勝の援護射撃となった。この場所の常ノ花には不戦勝があったが、この時は後述のような騒動には発展しなかった。
しかし、1928年1月場所においてその不戦勝を巡って騒動が発生する。当時の幕内は11日間興行だが、常陸岩は6日目の清瀬川敬之助戦で敗れただけの1敗で、全勝の三杦磯善七（前頭13枚目）を追いかけていた。常陸岩は10日目に西ノ海嘉治郎 (3代)との対戦が組まれたが、この取組を西ノ海が休場したことで常陸岩は不戦勝となった。ところが、当時は不戦勝が制度として定着しておらず、幕内で「不戦勝」が適用されるのは10日目と千秋楽（11日目）の2日間のみ で、それ以外は従来通り両者とも「休み」としていた。そのため、この場所が全勝の三杦磯は千秋楽の玉錦三右エ門戦で敗れて10勝1敗、常陸岩は宮城山福松戦に勝利して10勝1敗となり、三杦磯と常陸岩が同点で並んだが、優勝決定戦が存在しない代わりに「番付が上位の者が優勝」という当時の規約（優勝決定戦は1947年に開始）に則って常陸岩の優勝が決定した。それまでの規約だった「対戦相手が休めば自分も休み」が適用されていれば三杦磯の優勝だったこの場所は、常陸岩が6日目に対戦予定だった西ノ海が休場したことで常陸岩が不戦勝となり、この白星一つの差が優勝争いに大きく影響した。
ただ、この状態では優勝決定戦が存在しなかった当時の感覚では、いくら全勝で優勝争いを牽引してきたと言っても、幕尻（15枚目）から2枚目の力士が小結と割が組まれるのは不自然な話 で、相手力士の休場による不戦勝と、土俵上で勝負した上での白星を同等に扱うか否かの規制も無し、さらに不戦勝制定以前の時代だったことで人気力士だった常陸岩が、三杦磯の後援者からのクレームもあって悪者扱いされた。これに対して常陸岩が「（優勝を）三杦磯関へ譲りたい」とまで言ったとされる。結局、常陸岩には幕内最高優勝として天皇賜杯が贈られたほか、三杦磯に対しては特別表彰として化粧廻しを送ったほか、優勝額2枚を作成して両者に贈呈することで決着がつき、場所後には不戦勝について「初日からの全取組で全力士に適用」「土俵上で勝負しての白星と同格の白星」「土俵上での勝ち名乗りも受ける（受けなければ両者とも放棄試合による不戦敗）とする新制度が固められた。
常陸岩はこの優勝で横綱昇進も期待されたが、糖尿病によって体調を崩して1929年3月場所の全休から調子が下降、1931年3月場所で玉錦と入れ替わるように引退するまでの3年間で、2場所連続勝ち越しも僅か一度しかないという乱調ぶりだった。引退後は年寄・境川を襲名して、出羽海部屋で後進の指導にあたったほか、新聞に相撲評を書いた。木戸部長や桟敷部長を務めた。1957年7月21日に狭心症のため死去、57歳没。

## 主な成績
- 通算成績：190勝93敗3分3預47休 勝率.671
- 幕内成績：147勝74敗3分3預44休 勝率.665
- 大関成績：87勝53敗1分35休 勝率.621
- 現役在位：37場所
- 幕内在位：25場所
- 大関在位：16場所
- 三役在位：4場所（関脇4場所）
- 各段優勝
  - 幕内最高優勝：1回 (1928年1月場所)
  - 十両優勝：1回 (1923年1月場所)
- 優勝旗手：1回

### 場所別成績
| 1917年 （大正6年） | （前相撲）            | x                      | 新序 2–1            | x                    |
| 1918年 （大正7年） | 東序ノ口11枚目 3–2    | x                      | 西序二段62枚目 2–3  | x                    |
| 1919年 （大正8年） | 東序二段60枚目 5–0    | x                      | 東三段目50枚目 3–2  | x                    |
| 1920年 （大正9年） | 西三段目31枚目 4–1    | x                      | 西幕下50枚目 3–2    | x                    |
| 1921年 （大正10年） | 東幕下27枚目 4–1      | x                      | 西幕下5枚目 2–3     | x                    |
| 1922年 （大正11年） | 東幕下14枚目 4–1      | x                      | 東十両10枚目 3–2    | x                    |
| 1923年 （大正12年） | 東十両6枚目 優勝 8–1  | x                      | 西前頭16枚目 7–4    | x                    |
| 1924年 （大正13年） | 西前頭4枚目 5–3 1分–1 | x                      | 東前頭2枚目 7–3 1預 | x                    |
| 1925年 （大正14年） | 東前頭筆頭 6–2 1分2預 | x                      | 西関脇 0–0–11       | x                    |
| 1926年 （大正15年） | 西前頭2枚目 10–1 旗手 | x                      | 東関脇 7–4          | x                    |
| 1927年 （昭和2年） | 西関脇 9–2            | 西関脇 9–2             | 西大関 7–4          | 東張出大関 8–2 1痛分 |
| 1928年 （昭和3年） | 東大関 10–1           | 西大関 0–0–11          | 西大関 4–4–3        | 西大関 8–3           |
| 1929年 （昭和4年） | 東大関 5–6            | 東大関 7–4             | 東大関 8–3          | 東大関 3–3–5         |
| 1930年 （昭和5年） | 東張出大関 3–3–5      | 東張出大関 8–3         | 東張出大関 5–6      | 東張出大関 6–5       |
| 1931年 （昭和6年） | 西張出大関 5–6        | 西張出大関 引退 0–0–11 | x                   | x                    |
| 各欄の数字は、「勝ち-負け-休場」を示す。 優勝 引退 休場 十両 幕下 三賞：敢=敢闘賞、殊=殊勲賞、技=技能賞 その他：★=金星 番付階級：幕内 - 十両 - 幕下 - 三段目 - 序二段 - 序ノ口 幕内序列：横綱 - 大関 - 関脇 - 小結 - 前頭（「#数字」は各位内の序列） |                       |                        |                     |                      |

- 1924年1月の1休は相手力士の休場によるもの